# David Rice Atchison
David Rice Atchison (Lexington, 1807. augusztus 11. – Gower, 1886. január 26.) az Amerikai Egyesült Államok szenátora (Missouri, 1843–1855).

## Egynapos elnöksége
Atchison egyes támogatói szerint 24 óráig (1849. március 4. déltől) az Egyesült Államok de facto elnöke volt. Ez annak következtében történt, hogy a beiktatásra váró elnök, Zachary Taylor, úgy döntött: vallási okokból nem teszi le elnöki esküjét vasárnap, március 4-én. Hivatalos elnök hiányában az utódlási sorrend szerint a Szenátus pro tempore elnöke lett volna az elnök, aki legutóbb Atchison volt. Történészek nagy többsége nem ért egyet ezzel, főleg azért, mert a szenátor mandátuma is lejárt március 4-én, és másnapig nem kezdte meg következő terminusát.